# NGC 1575
NGC 1575 (również NGC 1577 lub PGC 15090) – galaktyka spiralna z poprzeczką (SB?), znajdująca się w gwiazdozbiorze Erydanu.
Odkrył ją Lewis A. Swift 10 listopada 1885 roku. Niezależnie odkrył ją Frank Muller w 1886 roku. Pozycje podane przez obu astronomów były jednak niedokładne i trochę różniły się od siebie, co doprowadziło do tego, że John Dreyer skatalogował tę galaktykę dwukrotnie – jako NGC 1577 (obserwacja Swifta) i NGC 1575 (obserwacja Mullera). Astronom Herbert Alonzo Howe jako pierwszy odkrył, że NGC 1575 i NGC 1577 to ten sam obiekt i opisał to w pracy z 1900 roku, zaś Dreyer zamieścił poprawkę w drugiej części suplementu Index Catalogue (IC).